# Địa hình

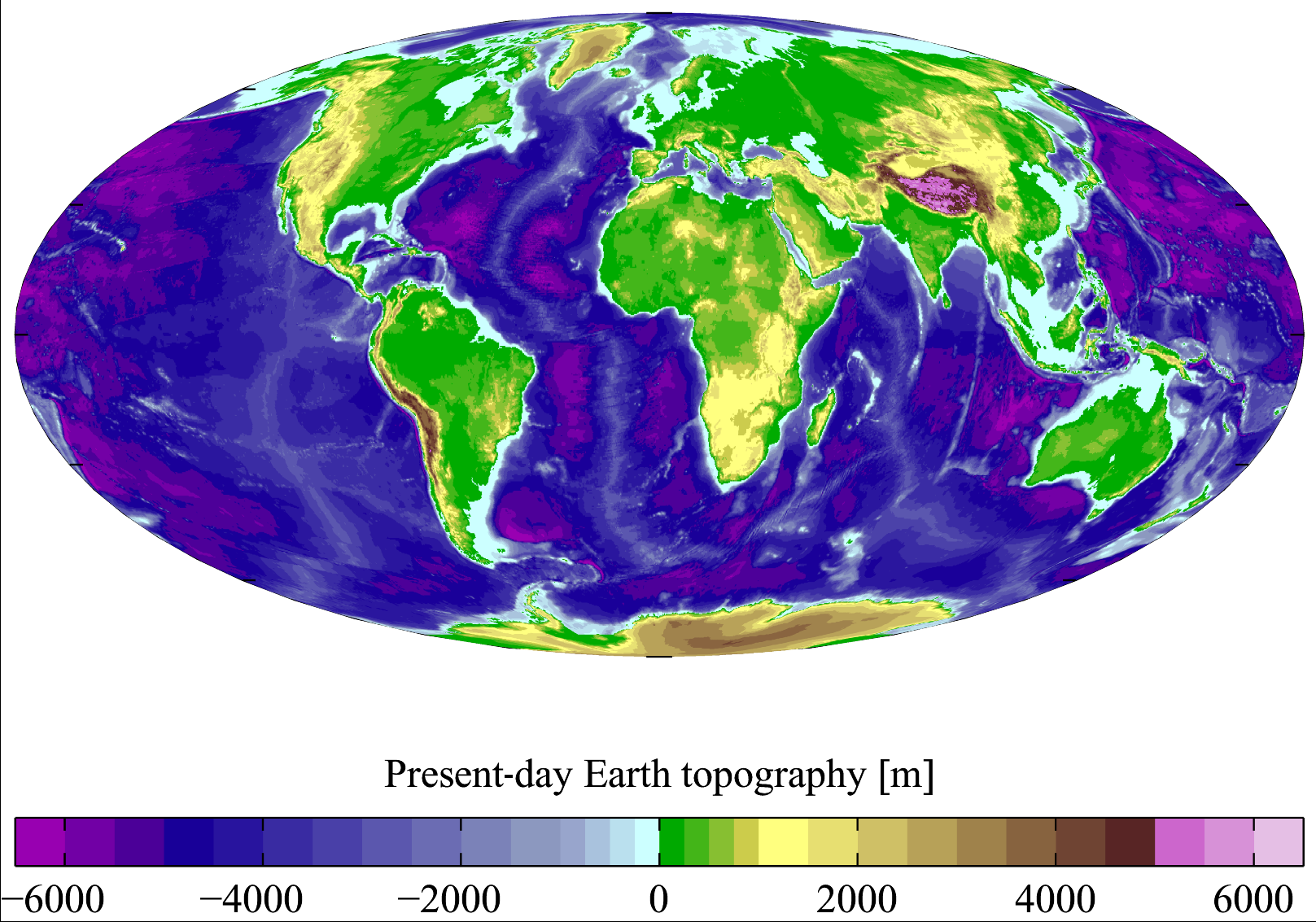
Địa hình thế giới 3D

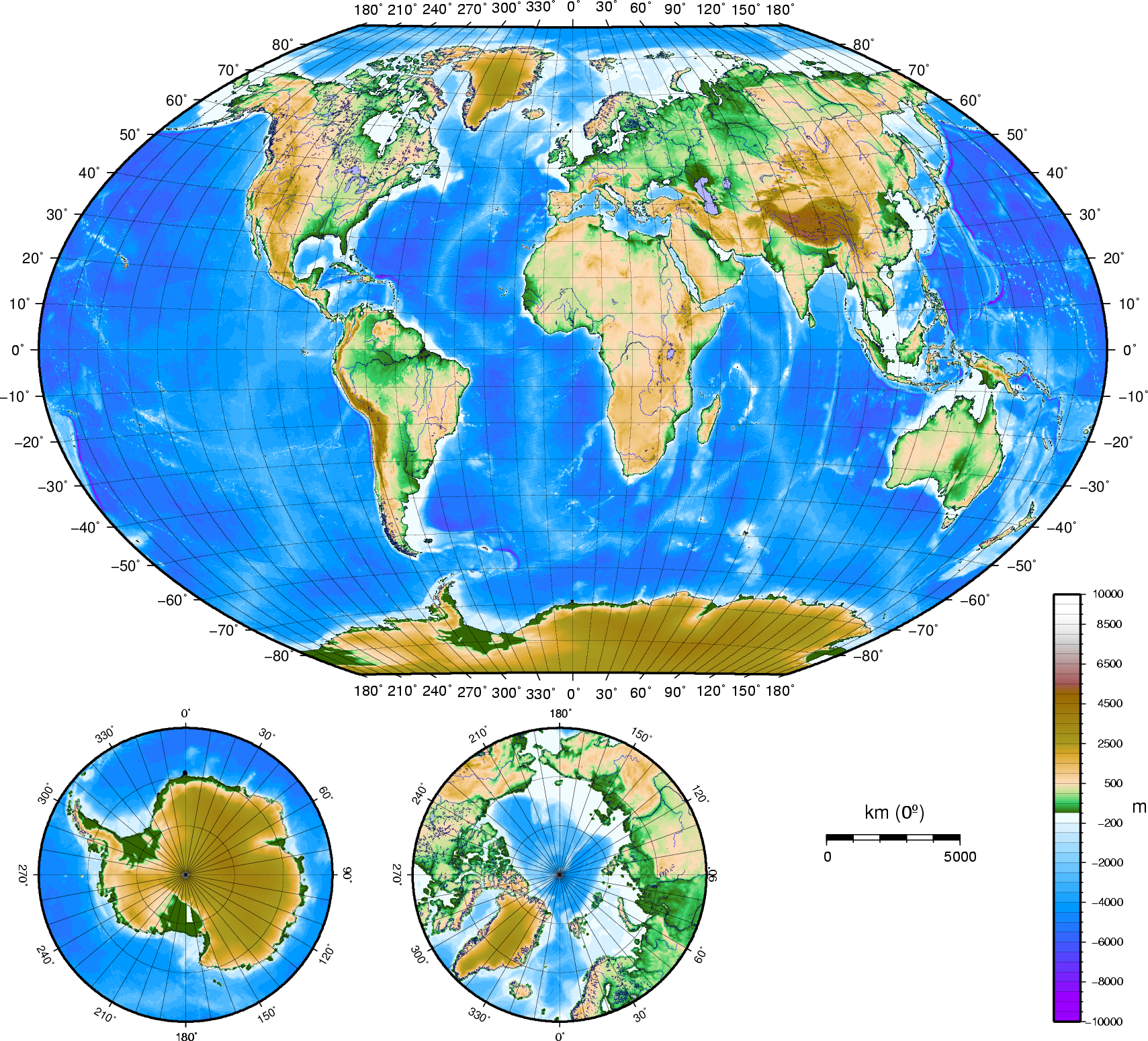
Bản đồ địa hình thế giới

Địa hình, phần mặt đất với các yếu tố trên bề mặt của nó như dáng đất, chất đất, thủy hệ, lớp thực vật, đường giao thông, điểm dân cư, các địa vật... Trong quân sự, địa hình được đánh giá theo đặc điểm dáng đất, khả năng cơ động, điều kiện quan sát, ngụy trang và các điều kiện tự nhiên khác.